# 第6回デトロイト映画批評家協会賞
第6回デトロイト映画批評家協会賞は2012年の映画を対象としており、2012年12月11日にノミネートが発表され、同年12月16日に結果が発表された。

## 受賞一覧

### 作品賞
- 『世界にひとつのプレイブック』
  - 『アルゴ』
  - 『インポッシブル』
  - 『テイク・ディス・ワルツ』
  - 『ゼロ・ダーク・サーティ』

### 監督賞
- デヴィッド・O・ラッセル - 『世界にひとつのプレイブック』
  - ベン・アフレック - 『アルゴ』
  - フアン・アントニオ・バヨナ - 『インポッシブル』
  - キャスリン・ビグロー - 『ゼロ・ダーク・サーティ』
  - サラ・ポーリー - 『テイク・ディス・ワルツ』

### 主演男優賞
- ダニエル・デイ＝ルイス - 『リンカーン』
  - ブラッドリー・クーパー - 『世界にひとつのプレイブック』
  - ジョン・ホークス - 『セッションズ』
  - ビル・マーレイ - 『私が愛した大統領』
  - ホアキン・フェニックス - 『ザ・マスター』

### 主演女優賞
- ジェニファー・ローレンス - 『世界にひとつのプレイブック』
  - ジェシカ・チャステイン - 『ゼロ・ダーク・サーティ』
  - グレタ・ガーウィグ - 『ダムゼル・イン・ディストレス バイオレットの青春セラピー（英語版）』
  - ナオミ・ワッツ - 『インポッシブル』
  - ミシェル・ウィリアムズ - 『テイク・ディス・ワルツ』

### 助演男優賞
- ロバート・デ・ニーロ - 『世界にひとつのプレイブック』
  - フィリップ・シーモア・ホフマン - 『ザ・マスター』
  - トミー・リー・ジョーンズ - 『リンカーン』
  - マシュー・マコノヒー - 『マジック・マイク』
  - ユアン・マクレガー - 『インポッシブル』
  - エズラ・ミラー - 『ウォールフラワー』

### 助演女優賞
- アン・ハサウェイ - 『レ・ミゼラブル』
  - エイミー・アダムス - 『ザ・マスター』
  - アン・ダウド - 『コンプライアンス 服従の心理』
  - サリー・フィールド - 『リンカーン』
  - ヘレン・ハント - 『セッションズ』

### アンサンブル演技賞
- 『リンカーン』
  - 『アルゴ』
  - 『アベンジャーズ』
  - 『ムーンライズ・キングダム』
  - 『世界にひとつのプレイブック』

### ブレイクスルー賞
- ゾーイ・カザン - 『ルビー・スパークス』
  - スティーブン・チョボスキー（英語版） - 『ウォールフラワー』
  - レベル・ウィルソン - 『ピッチ・パーフェクト』
  - ベン・ザイトリン - 『ハッシュパピー 〜バスタブ島の少女〜』
  - クレイグ・ゾベル（英語版） - 『コンプライアンス 服従の心理』

### 脚本賞
- デヴィッド・O・ラッセル - 『世界にひとつのプレイブック』
  - スティーブン・チョボスキー（英語版） - 『ウォールフラワー』
  - ドリュー・ゴダード、ジョス・ウェドン - 『キャビン』
  - トニー・クシュナー - 『リンカーン』
  - サラ・ポーリー - 『テイク・ディス・ワルツ』

### ドキュメンタリー映画賞
- 『二郎は鮨の夢を見る』
  - 『The House I Live In』
  - 『The Imposter』
  - 『クィーン・オブ・ベルサイユ 大富豪の華麗なる転落（英語版）』
  - 『シュガーマン 奇跡に愛された男』